# Constitució de l'Uruguai de 1830
La Constitució de l'Uruguai de 1830 (castellà: Constitución del Uruguay de 1830) fou la primera Constitució de l'actual República Oriental de l'Uruguai, sota el nom d'Estat Oriental de l'Uruguai. Vapromulgada el 28 de juny de 1830 i jurada pel poble el 18 de juliol ante. mateix ante.

## Antecedents
La pau va ser signada a Rio de Janeiro pels governs de les Províncies Unides del Riu de la Plata i del Brasil el 27 d'agost de 1828. Les reformes van ser fetes a Montevideo el 4 d'octubre del mateix any amb les ratificacions, i es van celebrar eleccions per a designar una Assemblea General Constituent i Legislativa per dictar lleis i redactar la primera Constitució del nou Estat.
L'Assemblea es va instal·lar a San José de Mayo el 22 de novembre de 1828. Estava formada per 28 membres. La Comissió d'Assumptes Constitucionals va ser presidida per Jaime Zudáñez i integrada, a més, per José Ellauri (secretari), Luis B. Cavia, Cristóbal Echevarriarza i Solano García. Altres membres de l'Assemblea que van tenir una destacada participació durant l'elaboració de la Constitució, van ser Miguel Barreiro, Juan Benito Blanco, Pedro Berro, Luis Eduardo Pérez, Alejandro Chucarro, Lázaro Gadea, Ramón Massini, Juan María Pérez i Lorenzo Justiniano Pérez. El treball de la Comissió fou presentat a l'Assemblea el 6 de maig de 1829 i aprovat l'1 de setembre del mateix any.
La primera Constitució es va basar en les constitucions de França, Estats Units, Argentina, Xile, Brasil i Espanya.

## Principals característiques
La Constitució va establir idees liberals, afirmant els drets personals i la distribució dels poders. Fou vista pel país com una garantia de vida civilitzada, com un símbol d'ordre al qual tots es remetien o deien aspirar. Va estar per sobre dels cabdills i dels partits polítics.
Va tenir també alguns aspectes negatius, que van promoure inestabilitat política i van fer que existís un divorci entre el país legal i el país real.
- No va fer referència expressa als drets de reunió i d'associació, indispensables per al sorgiment dels partits polítics.
- No va preveure la coparticipació dels partits polítics al poder, pel qual va obligar les minories a recórrer a la revolució.
- Va desnaturalitzar el paper de l'Assemblea General en convertir-la en electora del President, perquè els diputats van ser més electors que representants del poble.
- Va privar de la ciutadania a analfabets, dones, esclaus, peons jornalers, soldats de línia, deutors de l'Estat, embriacs, processats amb causa penal i servents a sou, deixant-los al marge de la vida política.
- Va excloure als militars del Parlament, apartant-los d'una escola de civisme i incitant-los a la conspiració o la revolta per arribar al poder.
- No va estimular els governs locals.

## Vigència

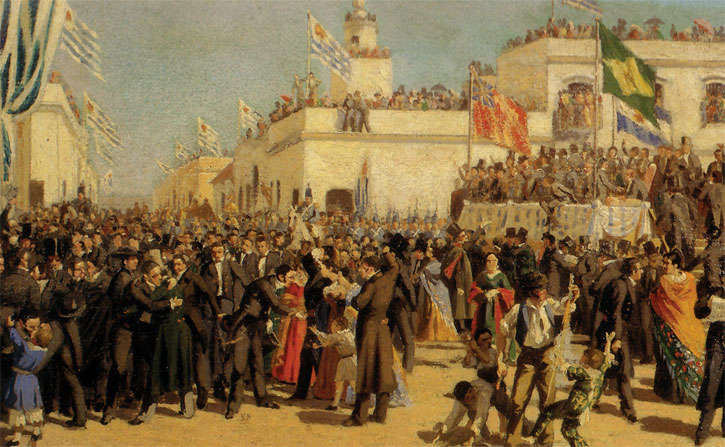
"Esbós per al Jurament de la Constitució de 1830" de Juan Manuel Blanes.

Aquest text constitucional va estar vigent (almenys nominalment) fins ben entrat el segle xx. El país anarquitzat per les guerres de la independència i sense una sòlida organització interna, va voler assentar l'estabilitat creant un Poder Executiu fort i fent molt difícil la reforma de la Carta Magna. No obstant això, va estar suspesa en diverses ocasions. Només quan el país va tenir suficient estabilitat política per a tenir tres legislatures successives d'acord amb reformar la seva Carta Magna, va ser possible substituir aquest text pel de la Constitució de 1918.